# Hypopyra guenei
Hypopyra guenei là một loài bướm đêm trong họ Erebidae.